# Bucium, Hunedoara
Bucium este un sat în comuna Orăștioara de Sus din județul Hunedoara, Transilvania, România.

## Istoric
Prima atestare documentară este din anul 1439 cu denumirea Poss. Bwchyn.

## Lăcașuri de cult

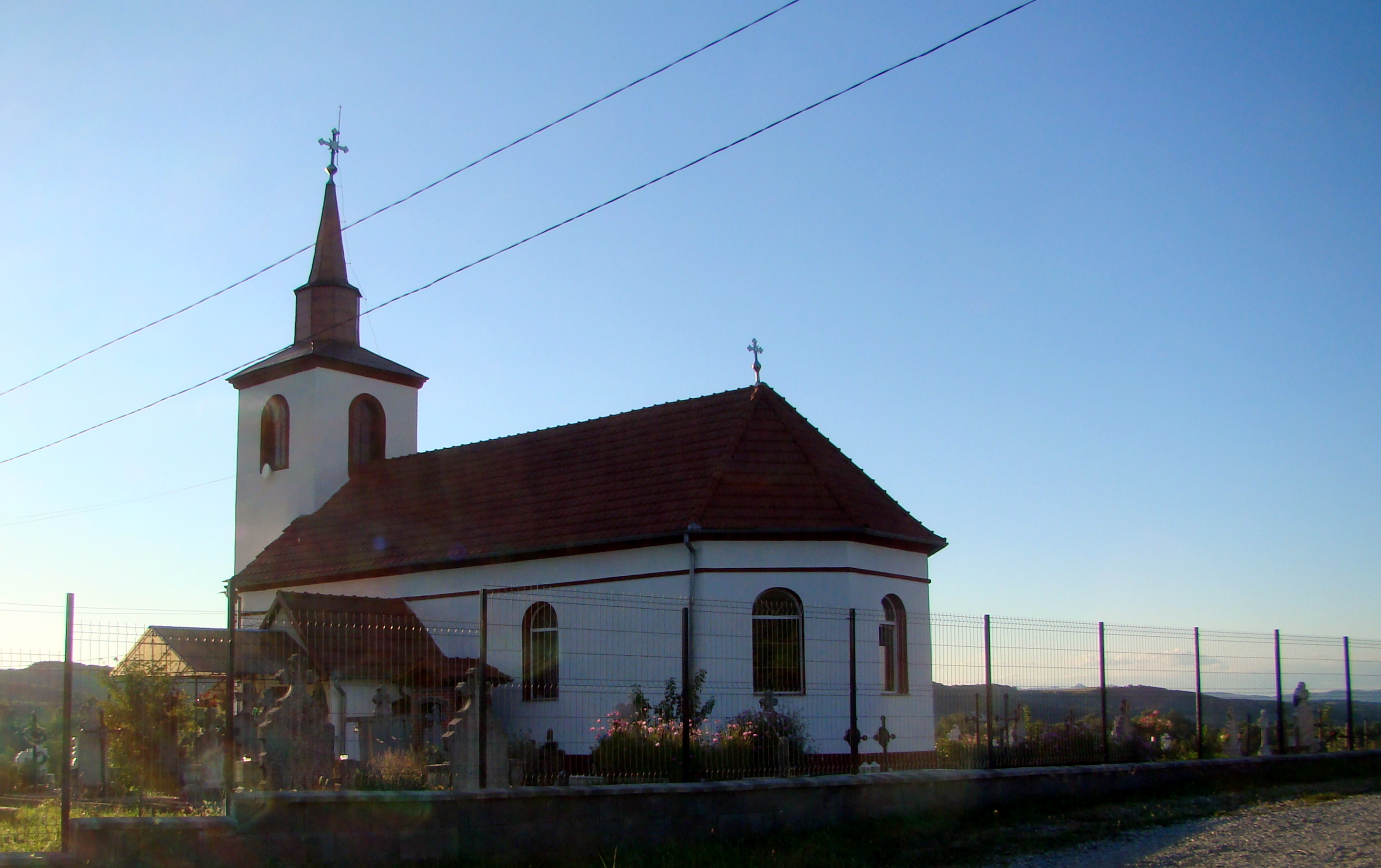
Biserica Sfântul Nicolae din Bucium

Satul Bucium adăpostește un edificiu de zid de mari dimensiuni cu hramul „Sfântul Ierarh Nicolae”, ridicat între anii 1892 și 1900, în timpul păstoririi preotului Ioan Olariu. Pereții lăcașului înscriu planul dreptunghiular, cu absida nedecroșată, poligonală cu trei laturi. Cu excepția fleșei zvelte a turnului-clopotniță masiv, învelită în tablă, la acoperișul propriu-zis s-a folosit țigla. Accesul la interior se realizează prin două uși, amplasate pe laturile de sud și de vest; cea dintâi este protejată de intemperii printr-un pridvor închis de zid. Biserica a fost pictată de Mihai Minescu din Orăștie în cursul amplei renovări din anii 1992-1994; sfințirea s-a făcut în 1996. Alte reparații au avut loc în 1937.
Conscripțiile anilor 1733, 1750, 1761-1762, 1805 și 1829-1831, precum și harta iosefină a Transilvaniei (1769-1773) menționează o înaintașă a ctitoriei actuale.

## Imagini

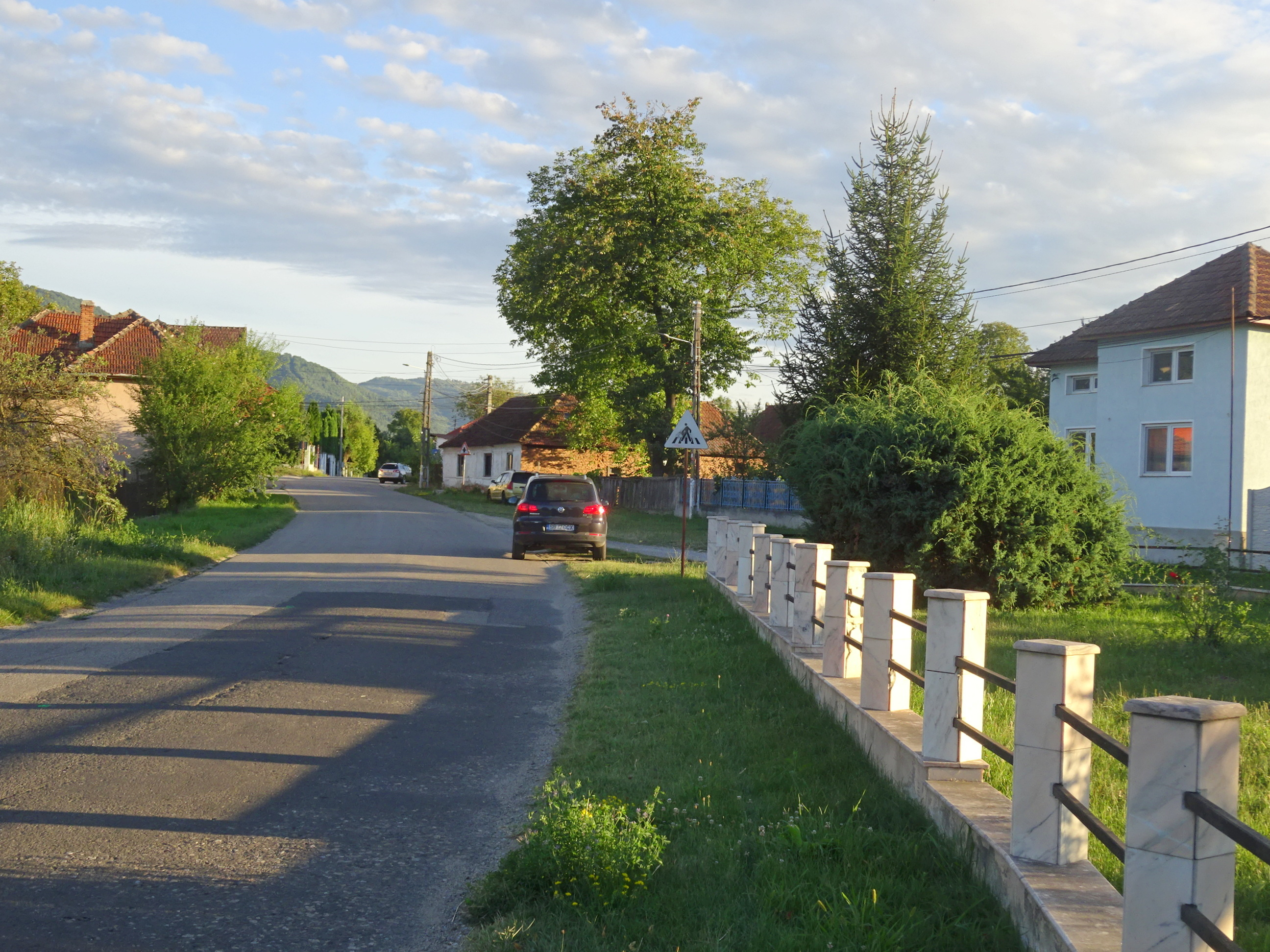
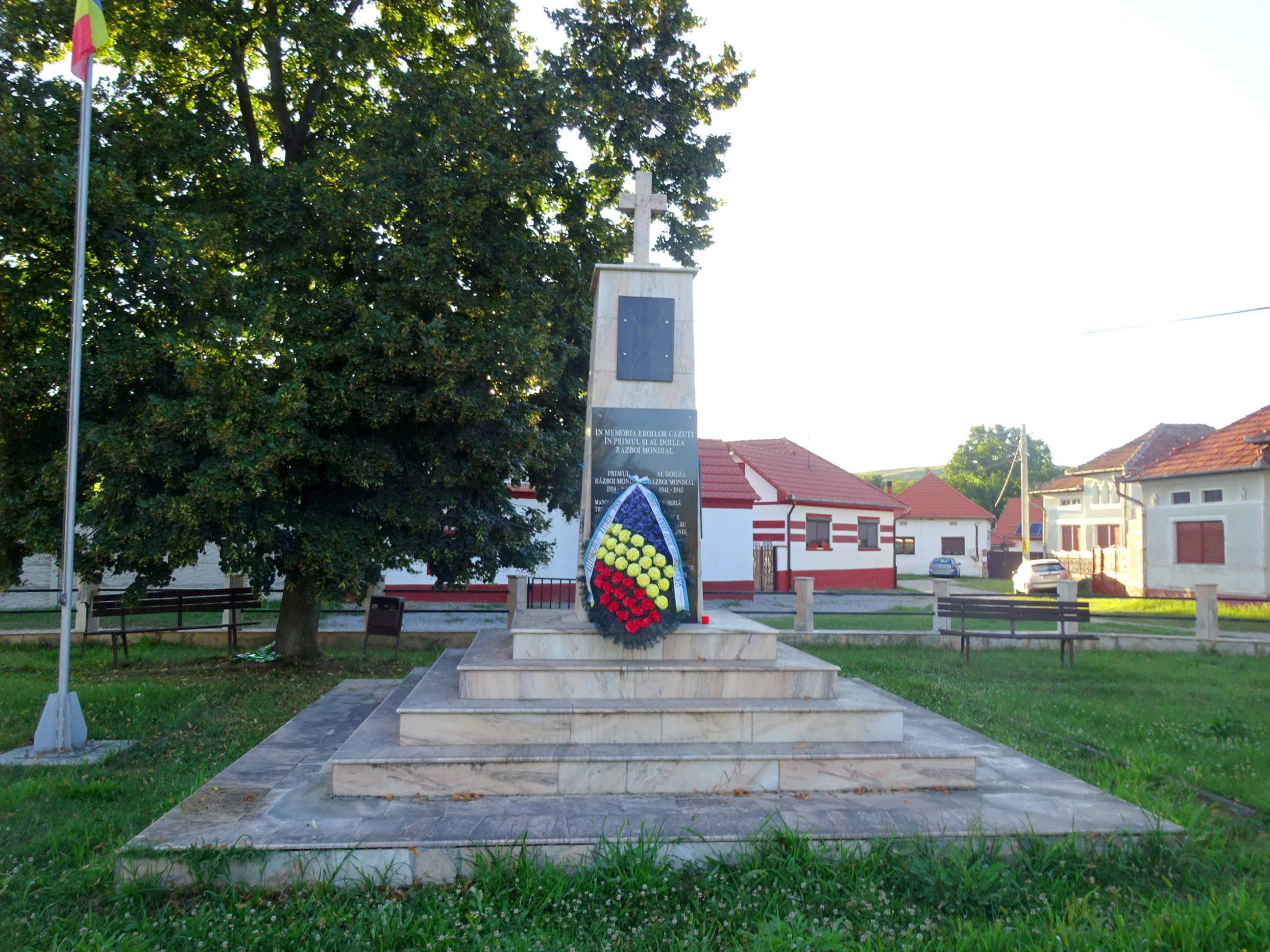
Monumentul eroilor din Bucium
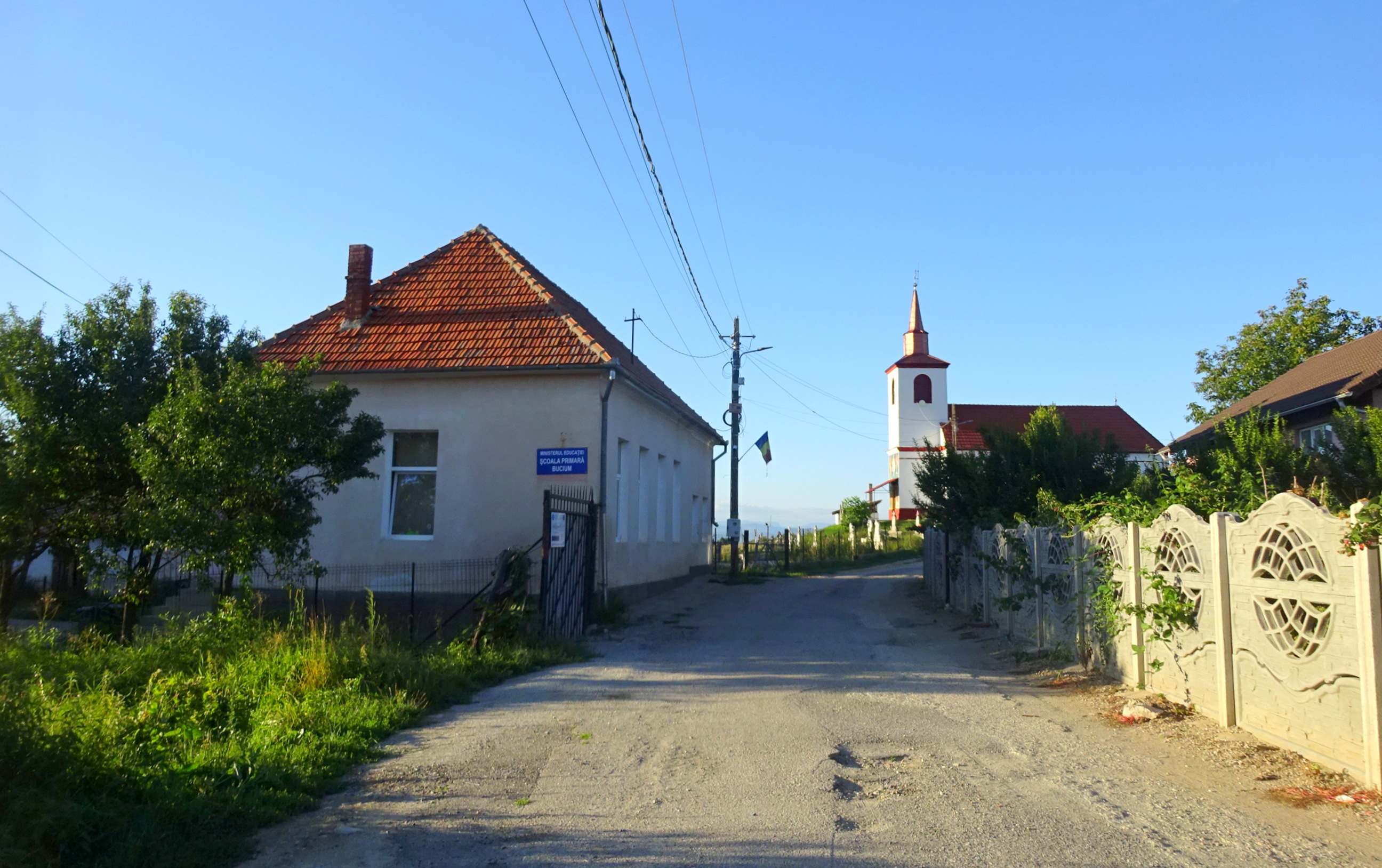
Școala primară
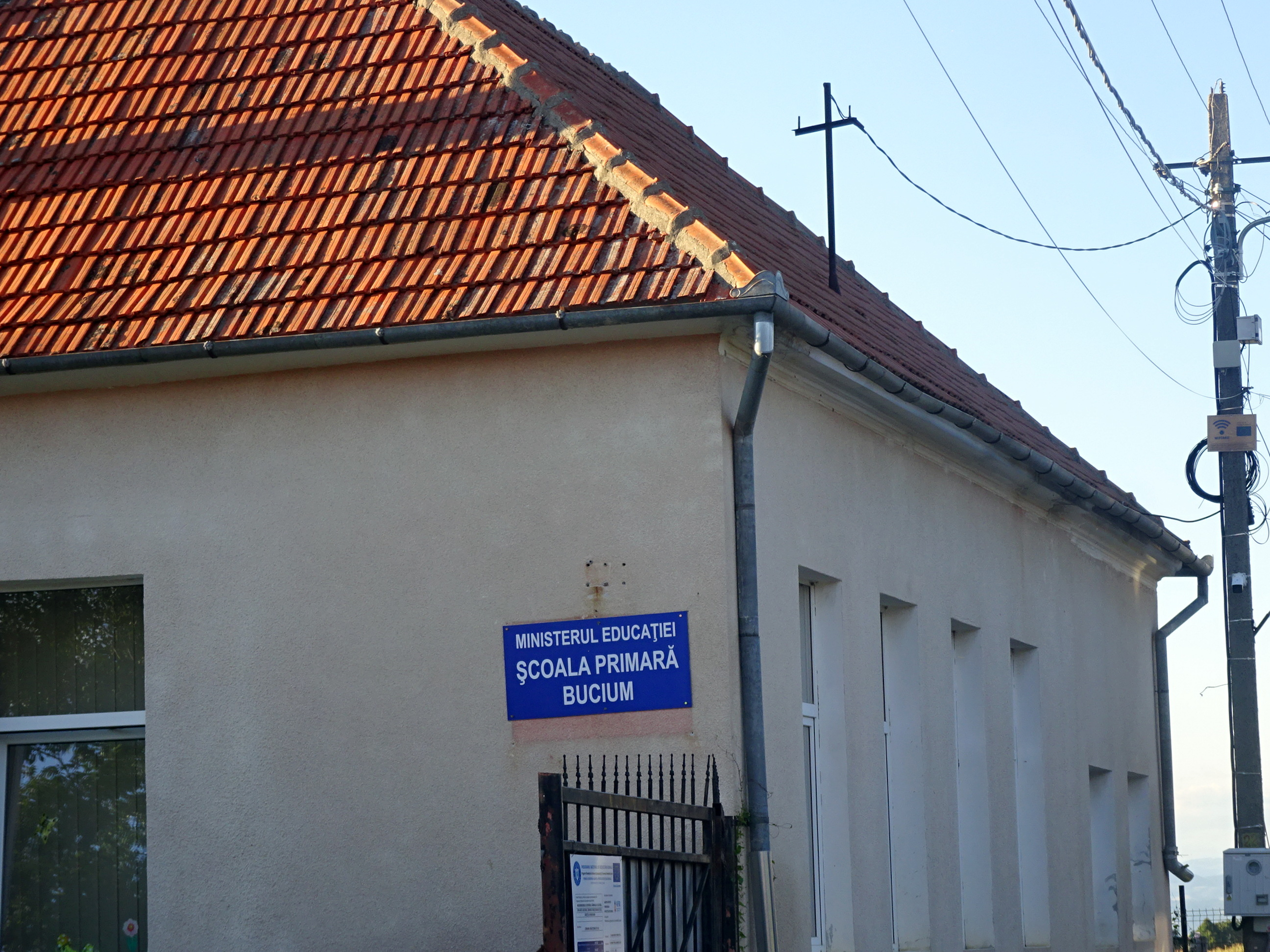
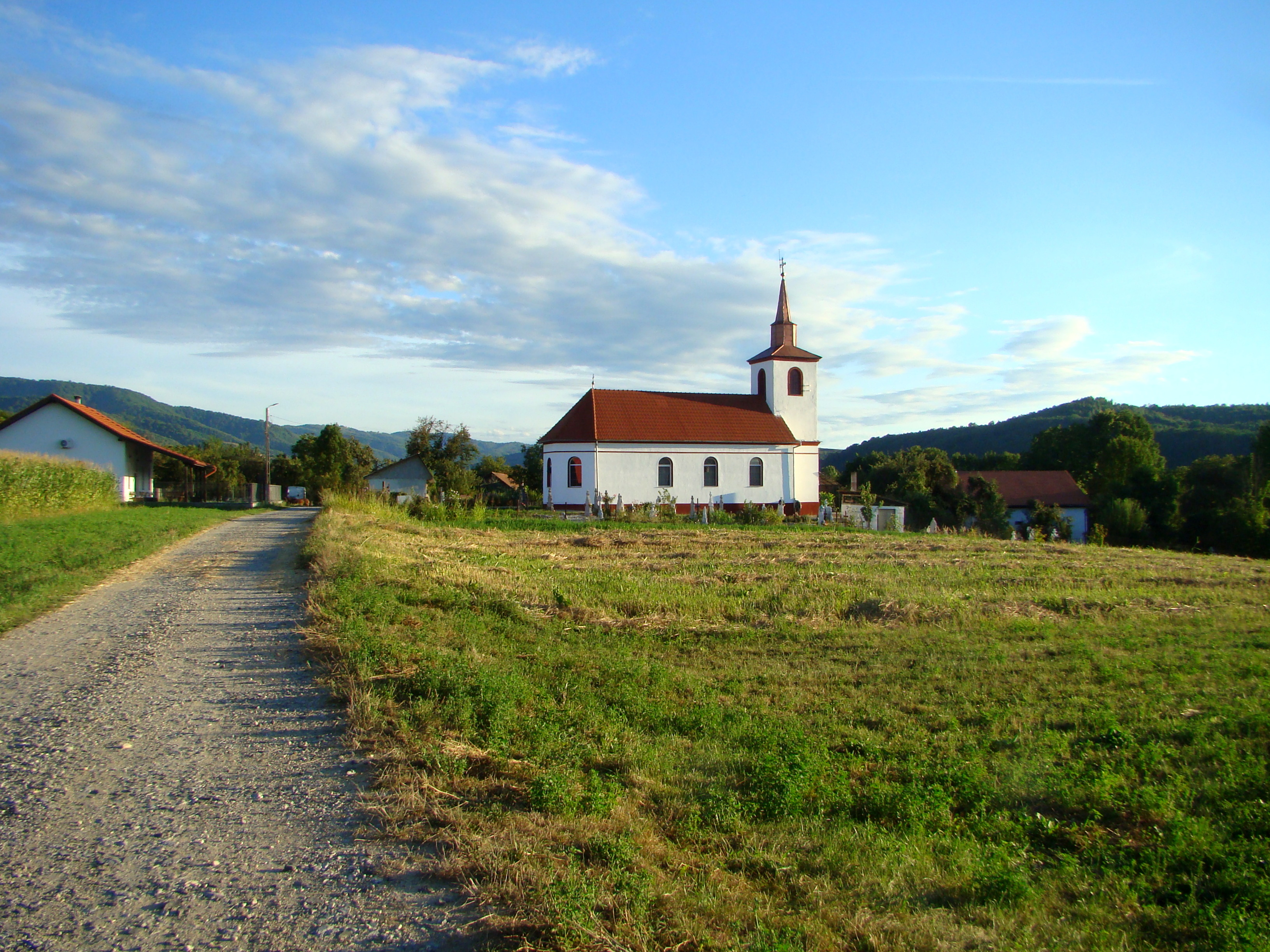
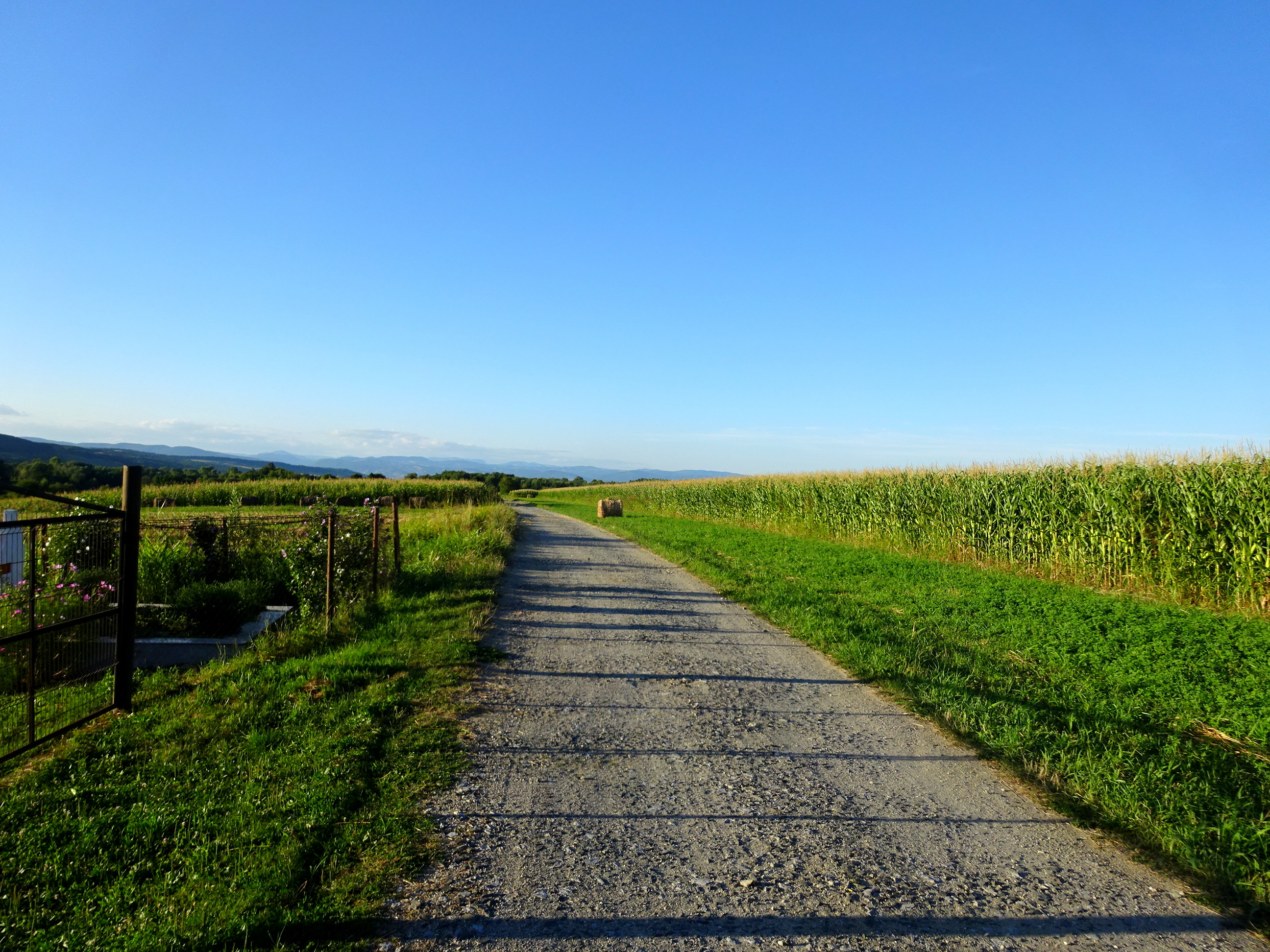
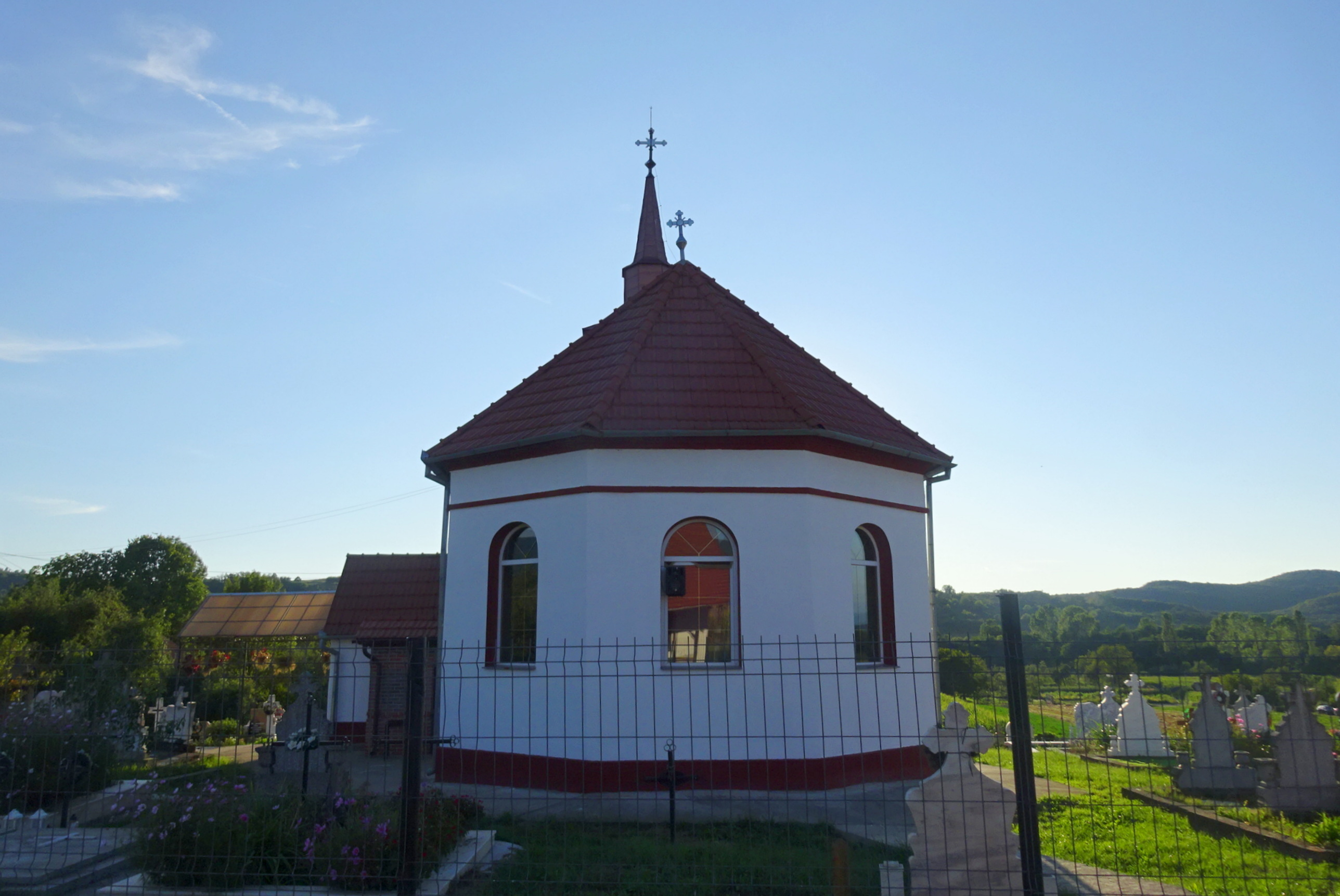
Biserica Sfântul Nicolae din Bucium (1892-1900)
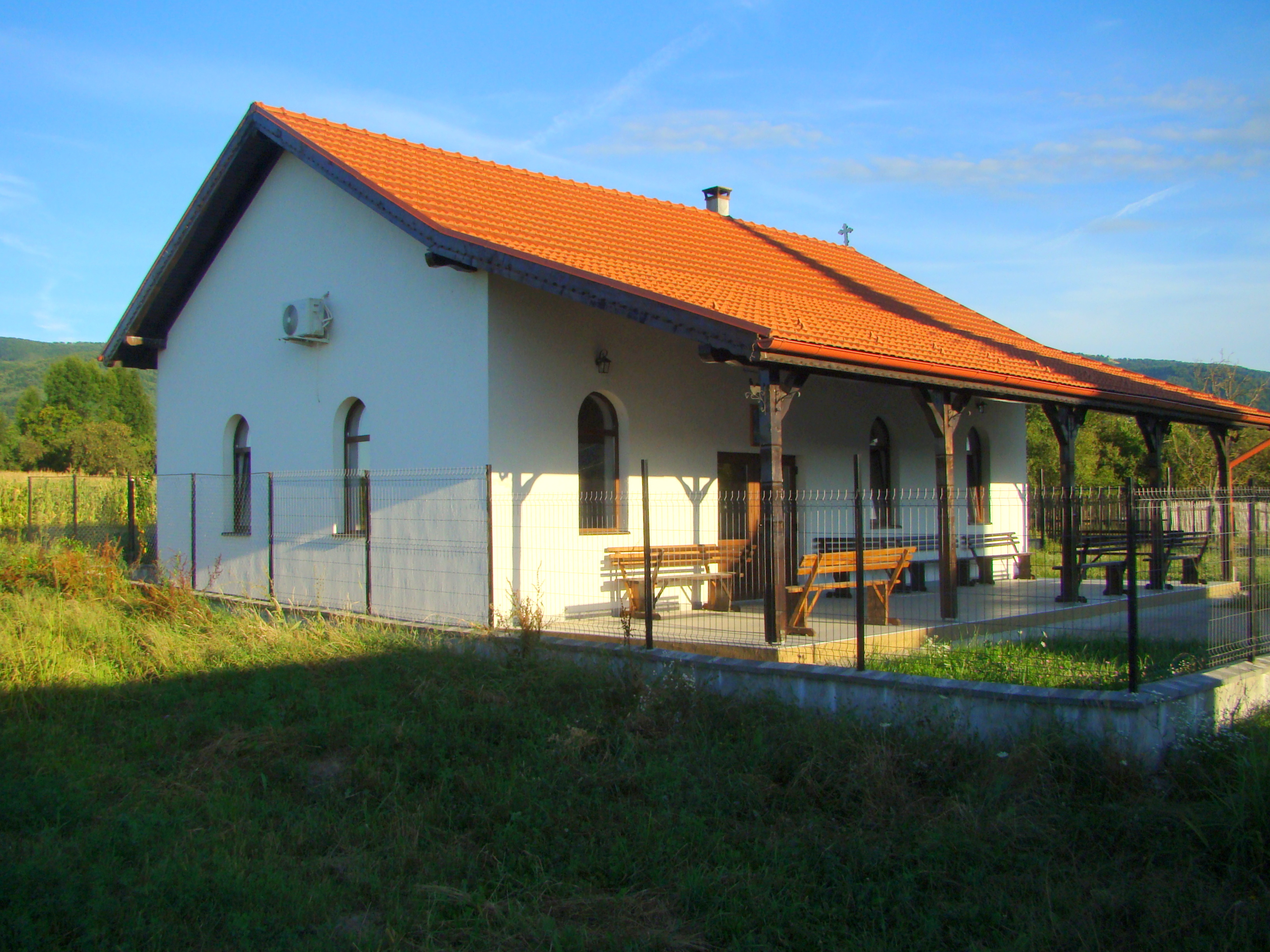
Capela de cimitir